# Templo de Manaos
El Templo de Manaos es uno de los templos construidos y operados por La Iglesia de Jesucristo de los Santos de los Últimos Días, el número 138 construido por la iglesia y el sexto de Brasil, ubicado en el Barrio Ponta Negra de la ciudad de Manaos que es la capital del estado de Amazonas. El Templo de Manaus es el sexto templo SUD en Brasil y la primera en el norte del país, situado en el oeste de la ciudad a orillas del Río Negro y a 11 millas (17,7 km) de su confluencia en el río Amazonas. El templo es el único que cuenta con acceso por agua a nivel del Río Negro para acomodar a los fieles que viajan por bote. 
El templo recibe a los fieles de la región que en el pasado recorrían largas distancias para participar en el Templo de Caracas, Venezuela.

## Historia
La Iglesia de Jesucristo de los Santos de los Últimos Días tuvo sus inicios en Brasil en una pequeña comunidad alemana llamada Joinville, a 4.200 km al sur de la ciudad de Manaos. La historia de La Iglesia de Jesucristo de los Santos de los Últimos Días en la ciudad de Manaos se remonta a 1975 con la llegada a la ciudad de una familia devota al restauracionismo. Otras familias se unieron para formar una congregación aprobada por la misión ubicada en Río de Janeiro. En las primeras reuniones celebradas sólo había quince personas —y algunos misioneros estadounidenses militares destacados en el sur de Manaos. La primera primera congregación fue formalmente organizada en 1978 y la primera estaca en 1986. 
La construcción del templo en Manaos fue anunciado en una carta a las autoridades locales de Brasil el 23 de mayo de 2007.

## Construcción
El exterior del Templo de Manaos esta revestido de Granito Branco-Paris de Brasil mientras que los vitrales fueron creados en Utah. El interior del templo está decorado con piedra de colores con motivos propios de un lugar santo, incluyendo murales originales de Alexandre Reider, arte original de Leon Parson y de Reider. El piso interior es de granito Giallo ornamental, acentuado con granito Jasmim y Azul Imperial de Brasil y toques de Mármol Emperador color Crema Marfil provenientes de Turquía y de España. Sus vitrales son provenientes de Salt Lake City e iluminan el interior, dando una apariencia de cálida luz natural en la mayor parte del día.
El templo de Manos tiene un total aproximadamente de 3.000 mt2 de construcción y una altura total de 38,4 metros. Tiene un solo pináculo sobre el cual se asienta la tradicional estatua dorada de Moroni, de cuatro metros de altura.  Está construido en una propiedad de unas 3.2 hectáreas. Cuenta con dos salones para ordenanzas SUD con capacidad para 84 personas y dos salones de sellamientos matrimoniales.

## Dedicación
La ceremonia de la primera palada para el templo en la Ciudad de Manaos ocurrió el 20 de junio de 2008 ante líderes locales, autoridades civiles y un centenar de fieles, presidida y ofrecida por el belga Charles A. Didier, uno de los setenta de la iglesia. El primero de ese mismo mes fue dedicado el templo de Recife, en la costa noreste de Brasil.
El templo SUD de la Ciudad de Manaos fue dedicado para sus actividades eclesiásticas en nueve sesiones, al que asistieron cerca de 1.200 miembros de la iglesia, el 10 de junio de 2012, por Dieter F. Uchtdorf de la Primera Presidencia de la iglesia. Anterior a ello, del 18 de mayo al 2 de junio de ese mismo año, la iglesia permitió un recorrido público de las instalaciones y del interior del templo al que asistieron unas 110 000 personas.